# Gualeguaychú (departement)
Gualeguaychú is een departement in de Argentijnse provincie Entre Ríos. Het departement (Spaans: departamento) heeft een oppervlakte van 7.086 km² en telt 101.350 inwoners. Analfabetisme is 2,3% in 2001.

## Plaatsen in departement Gualeguaychú
- Aldea San Antonio
- Aldea San Juan
- Alarcón
- Costa San Antonio
- Costa Uruguay Norte
- Costa Uruguay Sur
- Cuchilla Redonda
- Distrito Talitas
- Enrique Carbó
- Estación Escriña
- Faustino M. Parera
- General Almada
- Gilbert
- Gualeguaychú
- Irazusta
- Larroque
- Las Mercedes
- Pastor Britos
- Perdices
- Pueblo General Belgrano
- Rincón del Cinto
- Rincón del Gato
- Urdinarrain